# Гарет Сервис
Гарет Сервис (енгл. Garrett Putnam Serviss; 23. јануар 1878 — 23. децембар 1907) је бивши амерички атлетичар, специјалиста за скок увис.
Био је учесник Летњих олимпијских игра 1904. у Сент Луису где се такмичио у две дисциплине: скок увис и троскок без залета. У скоку увис био је други са 1,77 метара, а у троскоку из места четврти са 9,53 метра.
Дипломирао је на Универзитету Корнел 1905. Његов отац је био писац научне фантастике, Гарет С. Сервис.